# Anopheles shannoni
Anopheles shannoni är en tvåvingeart som beskrevs av Davis 1931. Anopheles shannoni ingår i släktet Anopheles och familjen stickmyggor. Inga underarter finns listade i Catalogue of Life.